# Băng đảng Việt Nam ở Đức
Băng đảng Việt Nam ở Đức hình thành và phát triển sau khi bức tường Berlin sụp đổ, xảy ra tình trạng hàng ngàn thợ khách (Vertragsarbeiter) Việt Nam trở nên thất nghiệp, phải buôn bán bất hợp pháp để sinh sống, nổi bật nhất là việc buôn bán thuốc lá lậu.
Việc giành giật khu vực hoạt động của các băng đảng người Việt đưa đến cái chết của 39 người từ năm 1992 cho đến 1996 (theo báo die Welt tới năm 2001 là 48 người).
Sau này những người bán thuốc lá lậu thường là những người được các băng đảng buôn lậu người đưa vào Đức với giá từ 7-10.000 Euro một người. Mỗi năm khoảng 1000 người tới. Thường thì gia đình ho chỉ có thể trả một số ít tiền trước, cho nên họ phải làm những việc như vậy, hoặc là các việc bất hợp pháp khác như trồng Cannabis tại các trại trong nhà, làm nghề mại dâm, trộm cắp, buôn bán đồ trộm cắp để trả nợ cho các băng đảng nói trên.

## Bối cảnh
Vào đầu những năm 1990, nhiều hãng xưởng Đông Đức đã phải đóng cửa sau khi bức tường Berlin sập đổ. Các sản phẩm của họ không tìm được người tiêu thụ trên thị trường mới và vì vậy hàng ngàn công nhân Việt Nam làm việc trên xứ khách trở nên thất nghiệp. Họ đột nhiên phải tự xuống đường kiếm ăn để sinh sống. Nhiều người Việt lo lắng, không biết họ còn được ở Đức bao lâu. Một việc làm phổ biến, mà mang lại nhiều tiền, lại ít tốn chi phí, đó là việc bán thuốc lá lậu. Những người công nhân bình thường và đàng hoàng mà chỉ biết hệ thống phân phối xã hội chủ nghĩa, trở thành con buôn bất đắt dĩ hàng hóa bất hợp pháp. Họ dần dần trở thành những người giúp đỡ cho các băng đảng mua bán bất hợp pháp và đòi tiền bảo kê.

## Băng đảng
- (Báo tiếng Đức) Một ngày tháng 5 năm 1996, khi cảnh sát xông vào một chung cư ở Berlin-Marzahn, đã tìm thấy xác chết của 6 người Việt trẻ tuổi từ 23 tới 28, bị bịt miệng, trói tay, mỗi người bị bắn 2 phát súng vào đầu. Đây là một vụ thảm sát khủng khiếp trong cuộc tranh giành các khu vực hoạt động trong việc buôn bán thuốc lá lậu của các băng đảng người Việt. Thuốc lá được người Đức, Ba Lan và Nga nhập cảng lậu vào, và hàng ngàn người Việt bán chúng khắp mọi nơi từ sân ga, lề đường từ Lichtenberg cho tới Charlottenburg. Có lúc có trên 10.000 chỗ. Những băng đảng này đòi tiền bảo kê cho tới 14 ngàn Mark mỗi tháng. Những kẻ giết người này thuộc băng Ngọc Thiện, tên gọi kẻ cầm đầu Lê Duy Bảo, họ có lúc chiếm được 2/3 lãnh thổ. Lê Duy Bảo sinh năm 1970 ở Vinh. Năm 1994, y bỏ ra 5.000 USD mua hộ chiếu giả để bay đến Matxcơva. Từ đây, Bảo được một đường dây đưa người dẫn tới Prague, và cuối cùng là Berlin. Nạn nhân là những người từ băng đảng Quảng Bình, nơi họ lớn lên ở Việt Nam. Trong tháng 3 năm 1995 nhóm Quảng Bình đã bắn chết tại một trại tị nạn ở Marzahn 5 người, cả hai phụ nữ đang ở dưới bếp. Thêm một nạn nhân chết sau này từ các vết thương. Để duy trì an ninh, cảnh sát thành bang Berlin đã lập ra "Nhóm điều tra Việt Nam" với 40 nhân viên. Trong vòng 15 tháng họ đã hoạt động khoảng 10.000 lần, theo dõi các địa điểm liên lạc, nghe các cuộc gọi điện thoại. Một người ở Hà Nội theo dõi các đồng lõa, mỗi tháng khoảng 10 triệu Mark, được mang về Việt Nam. Vào mùa thu 1996 cảnh sát đã bắt giam Ngọc Thiện, chỉ khoảng 25 tuổi tại quận Tiergarten cũng như đầu sỏ băng Quảng Bình tại Meißen, cách đó 200 km. Tổng cộng 16 người bị đưa ra tòa về tội giết người cũng như thuộc băng đảng tội ác có tổ chức. Việc xét xử nhóm Ngọc Thiện phải kéo dài gần 6 năm vì thiếu nhân chứng. Kẻ duy nhất tiết lộ là người tình của Bảo. Cô này là nhân chứng được sự bảo vệ đặc biệt của Cục Hình sự Liên bang Đức. Kẻ khoan dung và 2 chiến hữu của y lãnh án chung thân, một người bị 10 năm tù thiếu niên. Cả bốn người này bị buộc tội giết tổng cộng 8 người.[2][3] Mặc dù 2 nhóm này bị đập tan, nhưng sau đó lại nổi lên một nhóm khác, mà thành viên là cựu tù nhân từ nhóm Ngọc Thiện và Quảng Bình. Năm 2001, 10 triệu điếu thuốc lá bị tịch thu, 35 cảnh sát làm việc chỉ để chống lại việc buôn bán thuốc lá lậu. 10 người lo về vấn đề đòi bảo kê giữa các nhóm buôn bán thuốc lá lậu.[3][5]
- (Báo Cảnh sát toàn cầu từ Việt Nam) Nhóm nổi bật nhất là nhóm của Vân "phệ" và Nguyễn Hải Nam: Vân "phệ" tên thật là Nguyễn Văn Vân, sinh ra và lớn lên ở Nghệ An. Trước khi sang Đức, nghề chính của Vân "phệ" ở Vinh là chuyên đi bảo kê hoạt động vận chuyển ma túy, hắn đã có hai lệnh truy nã của Công an Nghệ An. Sau khi đi chui sang Đức, Vân "phệ" dưới sự "bảo kê" của ông trùm người Việt Nguyễn Hải Nam, đã nhanh chóng trở thành một trùm xã hội đen ở Đức. Nguyễn Hải Nam là một ông trùm người Việt trong thế giới ngầm, nhiều năm thực hiện các hoạt động ngầm mờ ám và làm giàu bất chính từ những hoạt động này. Địa bàn hoạt động của Nguyễn Hải Nam không chỉ ở đức mà còn vươn sang cả Séc. Nguyễn Hải Nam có công ty ở Nga, có cửa hàng karaoke ở Đức và Séc. Hắn kiếm tiền từ hoạt động cho vay nặng lãi cho các tư thương người Việt ở nước ngoài, hoạt động kinh doanh, buôn lậu tân dược và kiêm luôn cả buôn bán ma túy. Vân "phệ" bị cho là đã bị nhóm khác dùng gái đẹp dụ dự tiệc và đâm chết ở Trung tâm Berlin. Cái chết của Vân "phệ" khiến phe "Quân khu 3" nổi như cồn và ngày càng chiếm ưu thế trong các băng đảng giang hồ người Việt ở Đức. Ngay lập tức, Nguyễn Hải Nam liền cho gọi cánh tay phải của Vân "phệ" ở Việt Nam là Bình "trắng", Nguyễn Hải Bình, sang Đức, thay thế Vân "phệ". Năm 1997, khi nhận được tin người con gái dụ Vân "phệ" đi ăn tiệc cùng với vài tên của băng "Quân khu 3" đang ở trong một ký túc xá sinh viên người Việt, Bình "trắng" đã tới đó gây một cuộc thảm sát và đã bị trả thù bắn chết sau đó ở Berlin. Trước sự lộng hành của các băng nhóm người Việt, một chiến dịch truy quét mang tên "tử thần" đã được Cảnh sát Đức lập ra. Họ phối hợp với cảnh sát các nước Nga, Séc bắt giữ toàn bộ băng nhóm của Bình "trắng". Tên trùm Nguyễn Hải Nam cũng sa lưới khi đang ở Séc. Những tàn dư còn lại của các băng nhóm khác một thời là đối thủ sát phạt với băng Vân "phệ" - Bình "trắng" cũng bị truy quét triệt để.[6] (chép lại từ) [7]
- (Báo tiếng Việt ở Đức) Nhóm cũng có nhiều thế lực là nhóm "Trung Việt" ở Dessau. Thủ lãnh là Nguyễn Lam Trung, được biết tới là "Trung Điền", xuất thân từ thành phố Vinh, tỉnh Nghệ An. Trong một cuộc tranh chấp giữa các băng đảng dành khu vực hoạt động, Trung Điên bị bắn chết tại Leipzig. Nguyễn Lam Sơn (Sơn Điền) người anh trai của Trung lên thay thế. Nhưng một năm sau đó băng này đã bị cảnh sát đặc biệt (SEK) từ Leipzig về Desau giải tán.[1] Nguyễn Lam Sơn hiện về sống ở München, lại nổi tiếng vì bị ông Lê Trung Khoa chủ biên tờ báo thoibao.de cho là đã nhắn tin hăm dọa báo chí, liên quan đến chuyến đi dự G20 với tư cách nước chủ nhà Apec 2017 của thủ tướng Nguyễn Xuân Phúc và đã đưa việc này nhờ cảnh sát Đức làm việc.[8] Blogger Người Buôn Gió cho đây là việc tiếp nối dùng xã hội đen của chính quyền Việt Nam để đàn áp ở nước ngoài.[8][9]